# Ton amour et ma jeunesse
Ton amour et ma jeunesse est une mini-série de 24 épisodes diffusée à partir du 25 octobre 1973 sur la deuxième chaîne de l'ORTF, et adaptée du roman éponyme de Charles Exbrayat publié en 1972. Elle a été diffusée en Suisse sur la chaîne TSR1
La série a pour vedettes Daniel Sarky et Danielle Volle.
Elle a été tournée en couleurs et rediffusée par Antenne 2 en 1977.

## Synopsis
Le juge d'instruction Bertrand Rainans revient dans sa ville natale de Beauvent qu'il a quitté il y a plus de 20 ans. Il retrouve ses amis d'enfance dont Hélène avec laquelle il noue une idylle, mais doit résoudre une affaire criminelle complexe qui n'est pas sans répercussions sur la vie personnelle. Au-delà de l'enquête policière (le meurtre d'un fermier), le feuilleton aborde la nostalgie du héros envers son enfance dans sa ville natale et les souvenirs de sa grand-mère Anaïs.

## Fiche technique
- Adaptation : Gérard Buhr (sous le nom de Victor Harter) d'après le roman de Charles Exbrayat
- Dialogues : Henri Rabine-Lear (sous le nom de Henri R. Lear)
- Musique : Stéphane Varègues
- Directeur de la photographie : Jean-Jacques Guyard
- Producteur délégué : Claude Matalou
- Réalisation : Alain Dhénaut

## Distribution
- Daniel Sarky : Bertrand Rainans
- Danielle Volle : Hélène Rougères
- Christiane Muller : Mlle Horbourg
- André Valtier : Le président Rougères
- Yves Massard : Jacques Carpentier
- Max Amyl : Commissaire Tribehou
- Jean-Claude Michel : Le bâtonnier Bernard Toureilles
- Gérard Buhr : Paul Fortin
- Françoise Petit : Diane de Rouvres
- Jacques Berthier : Geoffroy de Maizey
- Geneviève Cluny : Simone Carpentier
- Gérard Darrieu : Raoul Puiseux
- Monique Mélinand : Mme Rougères
- Françoise Giret : Jeanne Levet
- Jean-Pierre Kérien : Le procureur Pluvault
- Elizabeth Teissier : Carol
- Michel Duplaix : L'huissier
- Georges Ser : Albin Rougères
- Jean Franval : L'ami de Paul
- Catherine Lafond : Sophie
- Sophie Sam  : Thérèse, la bonne des Rougères
- Albert Hossert : Le père de Diane
- Guy Marly : Brigadier Laussou
- Raoul Curet : Max Vesly
- Madeleine Cheminat : Anaïs, la grand mère
- Gilles Exbrayat : Bertrand Rainans enfant
- Jacques Exbrayat : Simon Carpentier
- Bertrand Isambier : Le gendarme
- Eric Brunet : Paul Carpentier
- Janine Mondon : Mme Tribehou
- Germaine Delbat : Mme Virieux
- Rita Maiden : L'infirmière
- Michel Gatineau : Max
- Marc Arian : Le valet
- Carmen Debarre : La concierge
- Pierre Mirat : Le chasseur
- Sylvie Deniau : Mme Duratel
- Jacques Couturier : Mr Duratel
- Madeleine Bouchez : La bonne des Toureilles
- Jacques Galland : Le directeur de l'hôtel
- Jean Rupert : Le facteur
- José Carballo : Le guitariste
- Georges Vaur : 1er bouliste
- Serge Dekramer : Le journaliste
- Michel Petit : 2e bouliste
- Lucien Loudier : 3e bouliste
- Sophie Exbrayat : Françoise Carpentier
- Noelle Verjac : La gardienne de prison
- Hervé Cadot : Le concierge du Palais
- Jean-Claude Brunel : Le mécano

## Produits dérivés

### Roman
Ton amour et ma jeunesse, par Charles Exbrayat, Le Masque No 1227, 1972

### Disque
Bande originale du feuilleton télévisé Ton amour et ma jeunesse (Philips 6009 409) comprend la chanson Ton amour et ma jeunesse chantée par Stéphane Varègues et Chloé, et le thème instrumental Diane

## Autour de la série
Le feuilleton est l'adaptation fidèle du roman de Charles Exbrayat à l'exception de quelques modifications : le prénom du héros (Pascal Rainans dans le roman, Bertrand dans la série) et la ville où se déroule l'action : Grenoble dans le roman, la ville imaginaire de Beauvent dans la série. Le personnage interprété par Danielle Volle se prénomme Denise dans le livre au lieu d'Hélène. Afin de prolonger l'action de la série, les scénaristes ont ajouté le personnage de Paul Fortin (meilleur ami du héros) et ses ennuis pour dettes de jeux envers Carol et le personnage joué par Jean Franval. Tout cela ne figure pas dans le roman d'Exbrayat.
Lors de la première diffusion ORTF en 1973, Danielle Volle  se trouvait par le hasard des programmations vedette des deux feuilletons quotidiens simultanément, étant aussi le premier rôle féminin sur la première chaîne ORTF de Les Mohicans de Paris.